# Giro di Danimarca 2024
Il Giro di Danimarca 2024, trentatreesima edizione della corsa, valevole come trentacinquesima prova dell'UCI ProSeries 2024 categoria 2.Pro, si svolse in cinque tappe dal 15 al 18 agosto 2024 su un percorso totale di 742,8 km, con partenza da Holstebro e arrivo a Gladsaxe, in Danimarca. La vittoria fu appannaggio del belga Arnaud De Lie, il quale completò il percorso in 15h56'14" precedendo i danesi Magnus Cort Nielsen e Anders Foldager.

## Tappe
| Tappa  | Data      | Percorso                                | km    | Vincitore di tappa        | Leader cl. generale  |
| ------ | --------- | --------------------------------------- | ----- | ------------------------- | -------------------- |
| 1ª     | 14 agosto | Holstebro > Holstebro (cron. a squadre) | 13,7  | Team DSM-Firmenich PostNL | Tobias Lund Andresen |
| 2ª     | 15 agosto | Ringkøbing > Vejle                      | 231   | Magnus Cort Nielsen       | Arnaud De Lie        |
| 3ª     | 16 agosto | Kolding > Haderslev                     | 156   | Tobias Lund Andresen      | Arnaud De Lie        |
| 4ª     | 17 agosto | Stevns > Holbæk                         | 177,5 | Jelte Krijnsen            | Arnaud De Lie        |
| 5ª     | 18 agosto | Roskilde > Gladsaxe                     | 164,6 | Tobias Lund Andresen      | Arnaud De Lie        |
| Totale | Totale    | Totale                                  | 742,8 |                           |                      |

## Squadre e corridori partecipanti
| N.    | Cod. | Squadra                       |
| ----- | ---- | ----------------------------- |
| 1-7   | LTK  | Lidl-Trek                     |
| 11-16 | UXM  | Uno-X Mobility                |
| 21-27 | DFP  | Team DSM-Firmenich PostNL     |
| 31-37 | ADC  | Alpecin-Deceuninck            |
| 41-47 | UAD  | UAE Team Emirates             |
| 51-57 | LTD  | Lotto Dstny                   |
| 61-67 | Q36  | Q36.5 Pro Cycling Team        |
| 71-77 | TNN  | Team Novo Nordisk             |
| 81-87 | VBF  | VF Group-Bardiani CSF-Faizanè |
| 91-97 | TDT  | TDT-Unibet                    |

| N.      | Cod. | Squadra                    |
| ------- | ---- | -------------------------- |
| 101-107 | TFB  | Team Flanders-Baloise      |
| 111-117 | TUD  | Tudor Pro Cycling Team     |
| 121-127 | TCR  | Team Coop-Repsol           |
| 131-137 | MSP  | Mazowsze Serce Polski      |
| 141-147 | PHV  | Parkhotel Valkenburg       |
| 151-157 | GSH  | Airtox-Carl Ras            |
| 161-167 | BPC  | BHS-PL Beton Bornholm      |
| 171-177 | TCQ  | Team ColoQuick             |
| 181-187 |      | Selezione nazionale danese |

## Dettagli delle tappe

### 1ª tappa
- 14 agosto: Holstebro > Holstebro – 13,7 km – Cronometro a squadre

Risultati
| Pos. | Squadra                   | Tempo  |
| ---- | ------------------------- | ------ |
| 1    | Team DSM-Firmenich PostNL | 14'31" |
| 2    | UAE Team Emirates         | s.t.   |
| 3    | Lotto Dstny               | a 1"   |

| Pos. | Corridore            | Squadra | Tempo  |
| ---- | -------------------- | ------- | ------ |
| 1    | Tobias Lund Andresen | DSM     | 14'31" |
| 2    | Johan Dorussen       | DSM     | s.t.   |
| 3    | Ivo Oliveira         | UAE     | s.t.   |

### 2ª tappa
- 15 agosto: Ringkøbing > Vejle – 231 km

Risultati
| Pos. | Corridore            | Squadra | Tempo    |
| ---- | -------------------- | ------- | -------- |
| 1    | Magnus Cort Nielsen  | Uno-X   | 5h17'10" |
| 2    | Arnaud De Lie        | Lotto   | s.t.     |
| 3    | Søren Kragh Andersen | Alpecin | a 4''    |

| Pos. | Corridore           | Squadra  | Tempo    |
| ---- | ------------------- | -------- | -------- |
| 1    | Arnaud De Lie       | Lotto    | 5h31'38" |
| 2    | Magnus Cort Nielsen | Uno-X    | s.t.     |
| 3    | Anders Foldager     | PostNord | a 18"    |

### 3ª tappa
- 16 agosto: Kolding > Haderslev – 156 km

Risultati
| Pos. | Corridore            | Squadra | Tempo    |
| ---- | -------------------- | ------- | -------- |
| 1    | Tobias Lund Andresen | DSM     | 3h16'59" |
| 2    | Arnaud De Lie        | Lotto   | s.t.     |
| 3    | Magnus Cort Nielsen  | Uno-X   | s.t.     |

| Pos. | Corridore           | Squadra  | Tempo    |
| ---- | ------------------- | -------- | -------- |
| 1    | Arnaud De Lie       | Lotto    | 8h48'28" |
| 2    | Magnus Cort Nielsen | Uno-X    | a 5"     |
| 3    | Anders Foldager     | PostNord | a 27"    |

### 4ª tappa
- 17 agosto: Stevns > Holbæk – 177,5 km

Risultati
| Pos. | Corridore            | Squadra   | Tempo    |
| ---- | -------------------- | --------- | -------- |
| 1    | Jelte Krijnsen       | Parkhotel | 3h49'05" |
| 2    | Anton Stensby        | Coop      | a 17''   |
| 3    | Tobias Lund Andresen | DSM       | a 23''   |

| Pos. | Corridore           | Squadra  | Tempo     |
| ---- | ------------------- | -------- | --------- |
| 1    | Arnaud De Lie       | Lotto    | 12h37'56" |
| 2    | Magnus Cort Nielsen | Uno-X    | a 5"      |
| 3    | Anders Foldager     | PostNord | a 27"     |

### 5ª tappa
- 18 agosto: Roskilde > Gladsaxe - 164,6 km

Risultati
| Pos. | Corridore            | Squadra  | Tempo    |
| ---- | -------------------- | -------- | -------- |
| 1    | Tobias Lund Andresen | DSM      | 3h18'18" |
| 2    | Enrico Zanoncello    | Bardiani | s.t.     |
| 3    | Magnus Cort Nielsen  | Uno-X    | s.t.     |

| Pos. | Corridore           | Squadra  | Tempo     |
| ---- | ------------------- | -------- | --------- |
| 1    | Arnaud De Lie       | Lotto    | 15h56'14" |
| 2    | Magnus Cort Nielsen | Uno-X    | a 1"      |
| 3    | Anders Foldager     | PostNord | a 27"     |

## Evoluzione delle classifiche
| Tappa              | Vincitore                 | Classifica generale Maglia azzurra | Classifica a punti Maglia verde | Classifica scalatori Maglia a pois neri | Classifica giovani Maglia bianca | Premio combattività Maglia Blu | Classifica a squadre      |
| ------------------ | ------------------------- | ---------------------------------- | ------------------------------- | --------------------------------------- | -------------------------------- | ------------------------------ | ------------------------- |
| 1ª                 | Team DSM-Firmenich PostNL | Tobias Lund Andresen               | Tobias Lund Andresen            | Jesper Rasch                            | Tobias Lund Andresen             | non assegnata                  | Team DSM-Firmenich PostNL |
| 2ª                 | Magnus Cort Nielsen       | Arnaud De Lie                      | Magnus Cort Nielsen             | Daniel Stampe                           | Arnaud De Lie                    | Jasper Dejaegher               | Team DSM-Firmenich PostNL |
| 3ª                 | Tobias Lund Andresen      | Arnaud De Lie                      | Arnaud De Lie                   | Daniel Stampe                           | Arnaud De Lie                    | Jasper Dejaegher               | Team DSM-Firmenich PostNL |
| 4ª                 | Jelte Krijnsen            | Arnaud De Lie                      | Tobias Lund Andresen            | Kristan Egholm                          | Arnaud De Lie                    | Pelle Køster Mikkelsen         | Team DSM-Firmenich PostNL |
| 5ª                 | Tobias Lund Andresen      | Arnaud De Lie                      | Tobias Lund Andresen            | Kristan Egholm                          | Arnaud De Lie                    | Victor Grue Enggaard           | Team DSM-Firmenich PostNL |
| Classifiche finali | Classifiche finali        | Arnaud De Lie                      | Tobias Lund Andresen            | Kristan Egholm                          | Arnaud De Lie                    | Victor Grue Enggaard           | Team DSM-Firmenich PostNL |

Maglie indossate da altri ciclisti in caso di due o più maglie vinte
- Nella 2ª tappa Johan Dorussen ha indossato la maglia verde al posto di Tobias Lund Andresen e Arnaud De Lie ha indossato quella bianca al posto di Tobias Lund Andresen.
- Dalla 3ª alla 5ª tappa Matyáš Kopecký ha indossato la maglia bianca al posto di Arnaud De Lie.
- Nella 4ª tappa Tobias Lund Andresen ha indossato la maglia verde al posto di Arnaud De Lie.

## Classifiche finali

### Classifica generale - Maglia azzurra
| Pos. | Corridore            | Squadra  | Tempo     |
| ---- | -------------------- | -------- | --------- |
| 1    | Arnaud De Lie        | Lotto    | 15h56'14" |
| 2    | Magnus Cort Nielsen  | Uno-X    | a 1"      |
| 3    | Anders Foldager      | PostNord | a 27"     |
| 4    | Søren Kragh Andersen | Alpecin  | a 33"     |
| 5    | Jenno Berckmoes      | Lotto    | a 41"     |
| 6    | Michael Gogl         | Alpecin  | a 51"     |
| 7    | Frank van den Broek  | DSM      | a 52"     |
| 8    | Matteo Trentin       | Tudor    | a 1'03"   |
| 9    | Sean Flynn           | DSM      | a 1'06"   |
| 10   | Andreas Leknessund   | Uno-X    | a 1'29"   |

### Classifica a punti - Maglia verde
| Pos. | Corridore            | Squadra   | Punti |
| ---- | -------------------- | --------- | ----- |
| 1    | Tobias Lund Andresen | DSM       | 55    |
| 2    | Arnaud De Lie        | Lotto     | 40    |
| 3    | Magnus Cort Nielsen  | Uno-X     | 35    |
| 4    | Jelte Krijnsen       | Parkhotel | 23    |
| 5    | Jenno Berckmoes      | Lotto     | 17    |

### Classifica scalatori - Maglia a pois neri
| Pos. | Corridore             | Squadra   | Punti |
| ---- | --------------------- | --------- | ----- |
| 1    | Kristian Egholm       | Lidl      | 46    |
| 2    | Alexander Arnt Hansen | Airtox    | 34    |
| 3    | Emil Toudal           | ColoQuick | 24    |
| 4    | Daniel Stampe         | Airtox    | 20    |
| 5    | Sébastien Grignard    | Lotto     | 12    |

### Classifica giovani - Maglia bianca
| Pos. | Corridore           | Squadra   | Tempo     |
| ---- | ------------------- | --------- | --------- |
| 1    | Arnaud De Lie       | Lotto     | 15h56'14" |
| 2    | Matyáš Kopecký      | Novo      | a 1'59"   |
| 3    | Tim Torn Teutenberg | Lidl      | a 5'24"   |
| 4    | Tore Troelsen       | ColoQuick | a 9'13"   |
| 5    | Dylan Vandensterme  | Flanders  | a 10'20"  |

### Classifica combattività - Maglia blu
| Pos. | Corridore              | Squadra   | Punti |
| ---- | ---------------------- | --------- | ----- |
| 1    | Victor Grue Enggaard   | BHS       | 16    |
| 2    | Pelle Køster Mikkelsen | ColoQuick | 12    |
| 3    | Martin Szokody         | BHS       | 12    |
| 4    | Konrad Czabok          | Mazowsze  | 8     |
| 5    | Jakub Kaczmarek        | Mazowsze  | 8     |

### Classifica a squadre
| Pos. | Squadra                   | Tempo     |
| ---- | ------------------------- | --------- |
| 1    | Team DSM-Firmenich PostNL | 47h50'44" |
| 2    | Alpecin-Deceuninck        | a 1'13"   |
| 3    | Uno-X Mobility            | a 1'44"   |
| 4    | Lotto Dstny               | a 3'50"   |
| 5    | Q36.5 Pro Cycling Team    | a 5'48"   |